# Словакия на чемпионате мира по хоккею с шайбой 2012

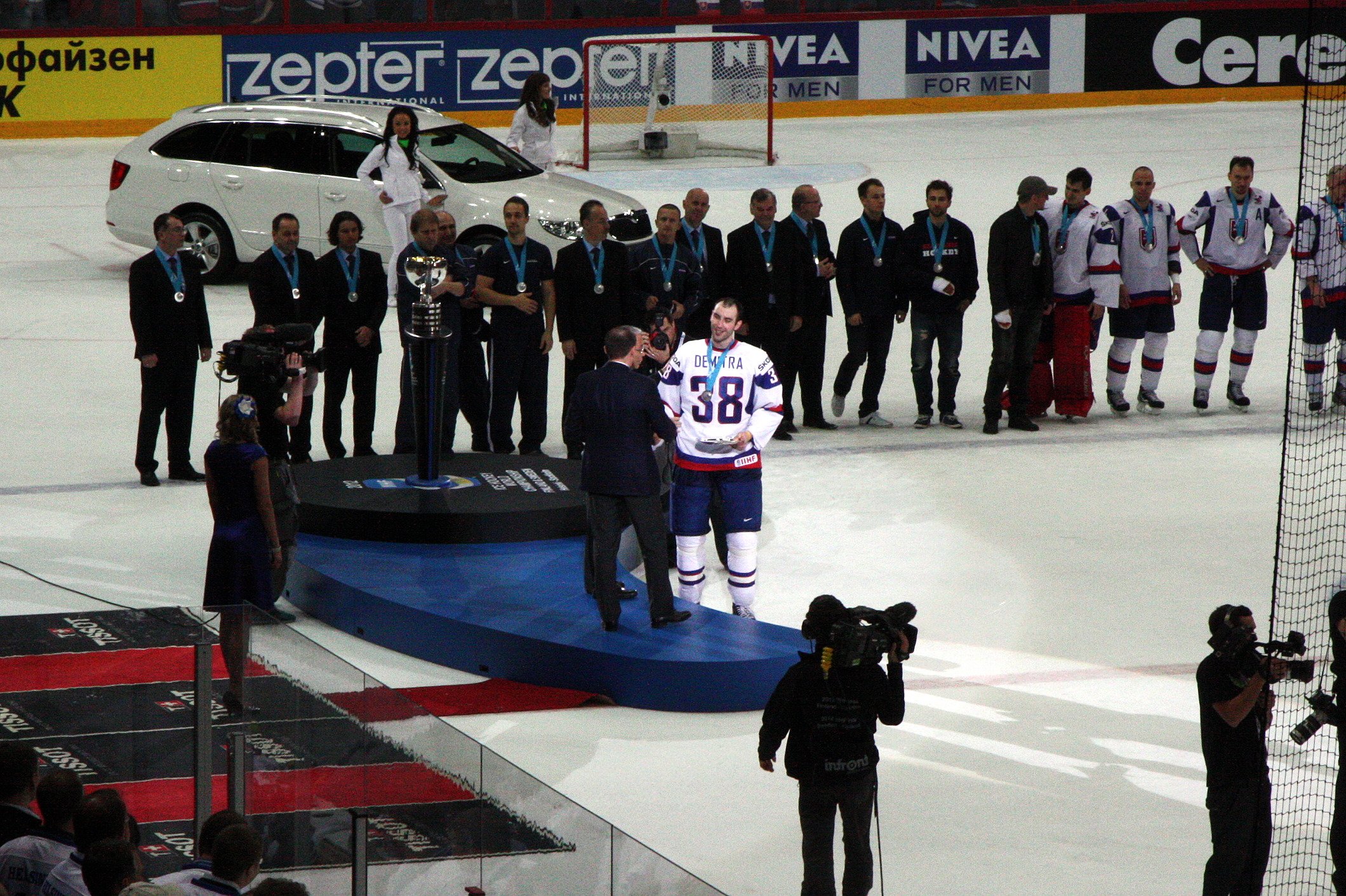
Сборная Словакии на церемонии награждения

Сборная Словакии по хоккею на чемпионате мира 2012 года выступала в 17-й раз в своей истории. Словацкая команда, которая на предыдущем первенстве мира (домашнем) потерпела неудачу, не выйдя в плей-офф, в этот раз добилась громкого успеха, сенсационно завоевав серебряные медали чемпионата мира (в финале словацкая сборная уступила сборной России со счётом 6:2). На пути к финалу словаки прошли сборную Канады в четвертьфинале и сборную Чехии в полуфинале.

## Словакия
- Главный тренер:  Владимир Вуйтек

### Полевые игроки
| Номер | Амплуа | Игрок              | Клуб                  | И | Ш | П | О | Штр | +/− |
| ----- | ------ | ------------------ | --------------------- | - | - | - | - | --- | --- |
| 4     | З      | Михал Серсен       | Спарта                | 5 | 0 | 0 | 0 | 0   | +1  |
| 7     | З      | Иван Баранка       | Спартак Мск           | 5 | 0 | 2 | 2 | 2   | +4  |
| 18    | Н      | Мирослав Шатан – А | Слован                | 5 | 1 | 1 | 2 | 2   | +1  |
| 19    | З      | Томаш Староста     | Югра                  | 5 | 0 | 0 | 0 | 2   | +1  |
| 21    | Н      | Либор Гудачек      | Слован                | 5 | 1 | 2 | 3 | 0   | 0   |
| 23    | З      | Рене Выдарены      | Ческе-Будеёвице       | 5 | 0 | 0 | 0 | 2   | 0   |
| 25    | З      | Марек Говорка      | Кладно                | 5 | 0 | 0 | 0 | 2   | 0   |
| 26    | Н      | Михал Гандзуш      | Сан-Хосе Шаркс        | 3 | 0 | 3 | 3 | 0   | +4  |
| 33    | З      | Здено Хара – К     | Бостон Брюинз         | 5 | 0 | 1 | 1 | 2   | +2  |
| 43    | Н      | Томаш Суровы       | ЦСКА                  | 5 | 0 | 0 | 0 | 12  | +1  |
| 44    | З      | Андрей Секера      | Баффало Сейбрз        | 5 | 2 | 2 | 4 | 4   | +5  |
| 51    | З      | Доминик Граняк – А | Динамо Мск            | 5 | 2 | 1 | 3 | 6   | 0   |
| 55    | Н      | Марио Ближняк      | Спарта                | 5 | 0 | 2 | 2 | 0   | −1  |
| 61    | Н      | Милан Бартович     | Слован                | 5 | 1 | 0 | 1 | 4   | −1  |
| 71    | Н      | Юрай Микуш         | Лев (Прага)           | 5 | 1 | 2 | 3 | 0   | +3  |
| 78    | З      | Кристиан Кудроч    | Сибирь                | 1 | 0 | 0 | 0 | 0   | −1  |
| 81    | Н      | Марцел Хосса       | Динамо Рига           | 5 | 0 | 0 | 0 | 0   | 0   |
| 82    | Н      | Томаш Копецки      | Флорида Пантерз       | 5 | 3 | 1 | 4 | 2   | +4  |
| 87    | Н      | Марцел Гашчак      | Кошице                | 5 | 0 | 1 | 1 | 2   | −1  |
| 90    | Н      | Томаш Татар        | Гранд-Рапидс Гриффинс | 5 | 1 | 2 | 3 | 0   | +2  |
| 91    | Н      | Михел Миклик       | Кошице                | 5 | 1 | 1 | 2 | 0   | +2  |
| 92    | Н      | Бранко Радивоевич  | Спартак Мск           | 5 | 2 | 2 | 4 | 2   | +4  |

### Вратари
| Номер | Игрок          | Клуб     | И | В | П | Мин    | ШП | КН   | ОБ | %ОБ   | «0» |
| ----- | -------------- | -------- | - | - | - | ------ | -- | ---- | -- | ----- | --- |
| 2     | Петер Гамерлик | Оцеларжи | 1 | 0 | 1 | 59:00  | 3  | 3.05 | 30 | 90.00 | 0   |
| 39    | Юлиус Гудачек  | Фрёлунда | 0 | 0 | 0 | 00:00  | 0  | 0.00 | 0  | 00.00 | 0   |
| 50    | Ян Лацо        | Донбасс  | 4 | 3 | 1 | 239:27 | 6  | 1.50 | 95 | 93.68 | 0   |

## Групповой этап

### Турнирная таблица
| \| Команда \| И \| В \| ВО \| ПО \| П \| ГЗ \| ГП \| РГ \| О \| \| --------- \| - \| - \| -- \| -- \| - \| -- \| -- \| --- \| -- \| \| Канада \| 7 \| 6 \| 0 \| 1 \| 0 \| 35 \| 15 \| +20 \| 19 \| \| США \| 7 \| 4 \| 2 \| 0 \| 1 \| 32 \| 17 \| +15 \| 16 \| \| Финляндия \| 7 \| 5 \| 0 \| 0 \| 2 \| 21 \| 14 \| +7 \| 15 \| \| Словакия \| 7 \| 5 \| 0 \| 0 \| 2 \| 21 \| 13 \| +8 \| 15 \| \| Франция \| 7 \| 3 \| 0 \| 0 \| 4 \| 21 \| 32 \| −11 \| 9 \| \| Швейцария \| 7 \| 2 \| 0 \| 0 \| 5 \| 16 \| 21 \| −5 \| 6 \| \| Беларусь \| 7 \| 1 \| 0 \| 0 \| 6 \| 11 \| 23 \| −12 \| 3 \| \| Казахстан \| 7 \| 0 \| 0 \| 1 \| 6 \| 11 \| 33 \| −22 \| 1 \| | И — Сыграно игр В — Выигрыши в основное время ВО — Выигрыши в дополнительное время ПО — Проигрыши в дополнительное время П — Проигрыши в основное время ГЗ — Шайб забито ГП — Шайб пропущено РГ — Разница забитых и пропущенных шайб О — Количество очков |   |    |    |   |    |    |     |    |
| Команда | И | В | ВО | ПО | П | ГЗ | ГП | РГ  | О  |
| Канада | 7 | 6 | 0  | 1  | 0 | 35 | 15 | +20 | 19 |
| США | 7 | 4 | 2  | 0  | 1 | 32 | 17 | +15 | 16 |
| Финляндия | 7 | 5 | 0  | 0  | 2 | 21 | 14 | +7  | 15 |
| Словакия | 7 | 5 | 0  | 0  | 2 | 21 | 13 | +8  | 15 |
| Франция | 7 | 3 | 0  | 0  | 4 | 21 | 32 | −11 | 9  |
| Швейцария | 7 | 2 | 0  | 0  | 5 | 16 | 21 | −5  | 6  |
| Беларусь | 7 | 1 | 0  | 0  | 6 | 11 | 23 | −12 | 3  |
| Казахстан | 7 | 0 | 0  | 1  | 6 | 11 | 33 | −22 | 1  |

### Матчи
Время местное (UTC+3, MSK-1).
| 4 мая 2012 16:15 | Канада | 3 : 2 (1:0, 2:1, 0:1) | Словакия | Хартвалл Арена, Хельсинки Зрителей: 6400 |

| Отчёт | Отчёт               | Отчёт                                                                        | Отчёт          | Отчёт                                  |
| --- | ------------------- | ---------------------------------------------------------------------------- | -------------- | -------------------------------------- |
| |                     |                                                                              |                |                                        |
| | Кэм Уорд            | Вратари                                                                      | Петер Хамерлик | Судьи: Ларс Брюггеманн Георгий Яблуков |
| | Голы:               |                                                                              |                | Судьи: Ларс Брюггеманн Георгий Яблуков |
| Джейми Бенн — 14:21 (Р. Гетцлаф, Д. Кит) Джордан Эберле — 32:30 (Э. Кейн) Эндрю Лэдд — 35:21 (Р. О’Райлли, Т. Пёрселл) | 1:0 1:1 2:1 3:1 3:2 | 21:58 — Томаш Татар (Ю. Микуш) 42:59 — Милан Бартович (М. Ближняк, М. Хащак) |                | Судьи: Ларс Брюггеманн Георгий Яблуков |
| |                     |                                                                              |                | Судьи: Ларс Брюггеманн Георгий Яблуков |
| |                     |                                                                              |                | Судьи: Ларс Брюггеманн Георгий Яблуков |
| |                     |                                                                              |                | Судьи: Ларс Брюггеманн Георгий Яблуков |
| 2 мин | Штраф               | 4 мин                                                                        |                | Судьи: Ларс Брюггеманн Георгий Яблуков |
| |                     |                                                                              |                |                                        |
| | 30                  | Броски                                                                       | 22             |                                        |

Первая же игра сборной Словакии на групповом этапе против канадцев завершилась победой родоначальников хоккея со счётом 3:2. Канадцы открыли счёт только на 15-й минуте игры при помощи Джейми Бенна, словаки при помощи Томаша Татара счёт во втором периоде сравняли, но две последовавшие канадские шайбы от Джонатана Эберле и Эндрю Лэдда подтвердили преимущество титулованной канадской сборной. Сократить разрыв в третьем периоде сумел Милан Бартович, но на большее сил у команды Владимира Вуйтека не хватило.
| 6 мая 2012 16:15 | Финляндия | 1 : 0 (1:0, 0:0, 0:0) | Словакия | Хартвалл Арена, Хельсинки Зрителей: 12 855 |

| Отчёт                                          | Отчёт         | Отчёт   | Отчёт   | Отчёт                                     |
| ---------------------------------------------- | ------------- | ------- | ------- | ----------------------------------------- |
|                                                |               |         |         |                                           |
|                                                | Петри Веханен | Вратари | Ян Лацо | Судьи: Вячеслав Буланов Константин Оленин |
|                                                | Голы:         |         |         | Судьи: Вячеслав Буланов Константин Оленин |
| Янне Песонен — 07:32 (М. Гранлунд, Я. Иммонен) | 1:0           |         |         | Судьи: Вячеслав Буланов Константин Оленин |
|                                                |               |         |         | Судьи: Вячеслав Буланов Константин Оленин |
|                                                |               |         |         | Судьи: Вячеслав Буланов Константин Оленин |
|                                                |               |         |         | Судьи: Вячеслав Буланов Константин Оленин |
| 4 мин                                          | Штраф         | 10 мин  |         | Судьи: Вячеслав Буланов Константин Оленин |
|                                                |               |         |         |                                           |
|                                                | 22            | Броски  | 26      |                                           |

Во втором матче словацкая сборная встречалась с хозяевами турнира — действовавшими чемпионами мира из Финляндии. Единственную шайбу уже на 7-й минуте забросил Янне Песонен. Несмотря на то, что на протяжении игры словаки лидировали по числу бросков, несколько удалений в составе команды Словакии не позволили даже сравнять счёт. В итоге словаки потерпели второе поражение на турнире.
| 7 мая 2012 20:15 | США | 2 : 4 (1:3, 1:0, 0:1) | Словакия | Хартвалл Арена, Хельсинки Зрителей: 3948 |

| Отчёт                                                                                              | Отчёт                                 | Отчёт | Отчёт   | Отчёт                                 |
| -------------------------------------------------------------------------------------------------- | ------------------------------------- | --- | ------- | ------------------------------------- |
| |                                       | |         |                                       |
| | Джимми Ховард 00:00-58:55 59:23-60:00 | Вратари | Ян Лацо | Судьи: Морган Юханссон Кристер Ларкин |
| | Голы:                                 | |         | Судьи: Морган Юханссон Кристер Ларкин |
| Джастин Фолк — 15:41 (К. Окпосо, Дж. Слейтер) Пол Штястны (5х3) — 38:47 (М. Пачиоретти, К. Фаулер) | 0:1 0:2 1:2 1:3 2:3 2:4               | 00:47 — Доминик Граняк (Л. Гудачек) 15:04 — Бранко Радивоевич (Т. Копецки, М. Гандзуш) 19:54 — Андрей Секера (М. Ближняк) 59:23 — Мирослав Шатан (п.в.) |         | Судьи: Морган Юханссон Кристер Ларкин |
| |                                       | |         | Судьи: Морган Юханссон Кристер Ларкин |
| |                                       | |         | Судьи: Морган Юханссон Кристер Ларкин |
| |                                       | |         | Судьи: Морган Юханссон Кристер Ларкин |
| 6 мин                                                                                              | Штраф                                 | 6 мин |         | Судьи: Морган Юханссон Кристер Ларкин |
| |                                       | |         |                                       |
| | 20                                    | Броски | 32      |                                       |

В третьем матче Словакия играла против сильной сборной США. Команда Владимира Вуйтека, разозлённая двумя поражениями, не оставила шансов сборной США, разгромив её со счётом 4:2. Уже на 47-й секунде Доминик Граняк открыл счёт в матче, а спустя почти 15 минут Бранко Радивоевич удвоил преимущество команды. Сократить разрыв спустя 37 секунд сумел Джастин Фолк, но в конце первого периода Андрей Секера отправил и третью шайбу в ворота американцев. Во втором периоде отыграть ещё одну шайбу удалось Полу Штястны — словаки пропустили от него шайбу, играя втроём. Однако в третьем периоде команда Владимира Вуйтека сумела остановить атакующий порыв американцев, поскольку те заработали сразу три удаления. Смена вратаря Джимми Ховарда на шестого полевого игрока привела к тому, что американцы пропустили и четвёртую шайбу. Точку в том матче поставил ветеран сборной Мирослав Шатан. В итоге словацкая команда одержала очень важную победу.
| 9 мая 2012 16:15 | Словакия | 4 : 2 (1:1, 1:0, 2:1) | Казахстан | Хартвалл Арена, Хельсинки Зрителей: 3706 |

| Отчёт | Отчёт                   | Отчёт                                                                                                  | Отчёт           | Отчёт                                   |
| --- | ----------------------- | --- | --------------- | --------------------------------------- |
| |                         | |                 |                                         |
| | Ян Лацо                 | Вратари                                                                                                | Виталий Еремеев | Судьи: Георгий Яблуков Антонин Йержабек |
| | Голы:                   | |                 | Судьи: Георгий Яблуков Антонин Йержабек |
| Доминик Граняк — 01:08 (М. Шатан, Л. Гудачек) Либор Гудачек (5х4) — 37:49 (Д. Граняк, З. Хара) Томаш Копецки — 48:18 (И. Баранка, А. Секера) Томаш Копецки (5х4) — 59:47 (М. Гандзуш, Б. Радивоевич) | 1:0 1:1 2:1 2:2 3:2 4:2 | 11:18 — Евгений Рымарев (В. Новопашин, Д. Шемелин) 43:15 — Константин Пушкарёв (Т. Жайлауов, Д. Уппер) |                 | Судьи: Георгий Яблуков Антонин Йержабек |
| |                         | |                 | Судьи: Георгий Яблуков Антонин Йержабек |
| |                         | |                 | Судьи: Георгий Яблуков Антонин Йержабек |
| |                         | |                 | Судьи: Георгий Яблуков Антонин Йержабек |
| 4 мин | Штраф                   | 8 мин                                                                                                  |                 | Судьи: Георгий Яблуков Антонин Йержабек |
| |                         | |                 |                                         |
| | 33                      | Броски                                                                                                 | 22              |                                         |

В четвёртом матче сборная Словакии играла против сборной Казахстана. Дружине с Татр удалось открыть счёт снова в самом дебюте благодаря броску Доминика Граняка, но спустя 10 минут и 10 секунд Евгений Рымарев сравнял счёт. Во втором периоде словаки вышли вперёд снова благодаря реализации Либором Гудачеком численного большинства, но в начале третьего периода Константин Пушкарёв снова сравнял счёт. Дожать сборную Казахстана словаки всё же сумели — дубль оформил Томаш Копецки, попутно реализовав и численное большинство. Так была достигнута вторая победа сборной Словакии.
| 12 мая 2012 12:15 | Словакия | 5 : 1 (1:0, 4:1, 0:0) | Беларусь | Хартвалл Арена, Хельсинки Зрителей: 9032 |

| Отчёт | Отчёт                   | Отчёт                                                     | Отчёт          | Отчёт                           |
| --- | ----------------------- | --------------------------------------------------------- | -------------- | ------------------------------- |
| |                         |                                                           |                |                                 |
| | Ян Лацо                 | Вратари                                                   | Виталий Коваль | Судьи: Яри Левонен Брент Райбер |
| | Голы:                   |                                                           |                | Судьи: Яри Левонен Брент Райбер |
| Андрей Секера — 06:45 (И. Баранка, М. Гандзуш) Бранко Радивоевич — 23:16 (А. Секера) Михел Миклик — 24:58 (Ю. Микуш, Т. Татар) Томаш Копецки — 25:48 (Б. Радивоевич) Юрай Микуш — 26:56 (Т. Татар, М. Миклик) | 1:0 2:0 3:0 4:0 5:0 5:1 | 34:36 — Алексей Калюжный (5х4) (А. Костицын, С. Костицын) |                | Судьи: Яри Левонен Брент Райбер |
| |                         |                                                           |                | Судьи: Яри Левонен Брент Райбер |
| |                         |                                                           |                | Судьи: Яри Левонен Брент Райбер |
| |                         |                                                           |                | Судьи: Яри Левонен Брент Райбер |
| 18 мин | Штраф                   | 8 мин                                                     |                | Судьи: Яри Левонен Брент Райбер |
| |                         |                                                           |                |                                 |
| | 40                      | Броски                                                    | 31             |                                 |

В пятом матче словацкая сборная играла против Белоруссии, разгромив её со счётом 5:1. В первом периоде сборная Словакии открыла счёт благодаря голу Андрея Секеры и удержала это преимущество, несмотря на три удаления. Во втором периоде словаки забросили четыре шайбы подряд в ворота Виталия Коваля — отличились попутно Бранко Радивоевич, Михел Миклик, Томаш Копецки и Юрай Микуш. Гол престижа сумел провести только Алексей Калюжный, который реализовал численное преимущество. В конце второго периода Белоруссия заработала право на буллит, однако Ян Лацо блестяще справился с броском Евгения Ковыршина. В третьем периоде игра была довольно грубой, удаления были с обеих сторон, но счёт не изменился. Словакия выиграла третью встречу.
| 13 мая 2012 20:15 | Швейцария | 0 : 1 (0:1, 0:0, 0:0) | Словакия | Хартвалл Арена, Хельсинки Зрителей: 4257 |

| Отчёт | Отчёт      | Отчёт                          | Отчёт   | Отчёт                          |
| ----- | ---------- | ------------------------------ | ------- | ------------------------------ |
|       |            |                                |         |                                |
|       | Рето Берра | Вратари                        | Ян Лацо | Судьи: Дэвид Льюис Стив Патафи |
|       | Голы:      |                                |         | Судьи: Дэвид Льюис Стив Патафи |
|       | 0:1        | 18:13 — Томаш Татар (Ю. Микуш) |         | Судьи: Дэвид Льюис Стив Патафи |
|       |            |                                |         | Судьи: Дэвид Льюис Стив Патафи |
|       |            |                                |         | Судьи: Дэвид Льюис Стив Патафи |
|       |            |                                |         | Судьи: Дэвид Льюис Стив Патафи |
| 4 мин | Штраф      | 2 мин                          |         | Судьи: Дэвид Льюис Стив Патафи |
|       |            |                                |         |                                |
|       | 21         | Броски                         | 30      |                                |

В шестом поединке словацкая дружина играла против сборной Швейцарии. На исходе первого периода Томаш Татар забросил единственную шайбу в матче, воспользовавшись передачей Юрая Микуша. Имея подавляющее преимущество, сборная Словакии упустила множество моментов увеличить отрыв, но и швейцарская команда также не смогла пробить Яна Лацо. Команда Словакии одержала четвёртую победу, однако выход в плей-офф ей не был гарантирован.
| 15 мая 2012 16:15 | Словакия | 5 : 4 (2:2, 1:1, 2:1) | Франция | Хартвалл Арена, Хельсинки Зрителей: 7481 |

| Отчёт | Отчёт                               | Отчёт | Отчёт         | Отчёт                                |
| --- | ----------------------------------- | --- | ------------- | ------------------------------------ |
| |                                     | |               |                                      |
| | Ян Лацо                             | Вратари | Кристобаль Юэ | Судьи: Антонин Йержабек Брент Райбер |
| | Голы:                               | |               | Судьи: Антонин Йержабек Брент Райбер |
| Милан Бартович — 02:36 (М. Ближняк, А. Секера) Томаш Копецки — 06:50 (Б. Радивоевич) Михал Гандзуш (5х4) — 35:26 (З. Хара, А. Секера) Бранко Радивоевич — 40:39 Бранко Радивоевич (5х4) — 50:27 (А. Секера) | 1:0 2:0 2:1 2:2 3:2 3:3 4:3 4:4 5:4 | 07:11 — Йорик Трей (А. Руло, Ж. Дерозье) 15:00 — Тедди да Коста 39:21 — Дамьен Флёри (Л. Мёнье) 45:17 — Антуан Руссель (С. да Коста) |               | Судьи: Антонин Йержабек Брент Райбер |
| |                                     | |               | Судьи: Антонин Йержабек Брент Райбер |
| |                                     | |               | Судьи: Антонин Йержабек Брент Райбер |
| |                                     | |               | Судьи: Антонин Йержабек Брент Райбер |
| 4 мин | Штраф                               | 20 мин |               | Судьи: Антонин Йержабек Брент Райбер |
| |                                     | |               |                                      |
| | 29                                  | Броски | 28            |                                      |

В седьмом, решающем поединке группового этапа словаки встречались со сборной Франции, которая имела уникальную возможность впервые с 1995 года выйти в плей-офф. Поединок сложился очень непросто для обеих сборных: Милан Бартович спустя две с половиной минуты после начала матча открыл счёт, а Томаш Копецки на исходе седьмой минуты удвоил преимущество сборной Словакии. Но спустя 21 секунду Йорик Треиль сократил разрыв, а по истечении 15-й минуты игры Тедди да Коста сравнял счёт. Во втором периоде Михал Гандзуш реализовал численное большинство, но за 39 секунд до конца периода Дамьен Флёри снова сравнял счёт. Спустя те же 39 секунд после начала третьего периода Бранко Радивоевич вывел команду вперёд, но и здесь французы сумели отыграться — шайба Антуана Русселя позволила им надеяться на благоприятный исход. Но всё тот же Бранко Радивоевич при игре в большинстве после передачи Андрея Секеры забросил победную шайбу. Шансов на спасение у французов не осталось после того, как был удалён до самого конца матча Лоран Менье. Словацкая сборная одержала пятую победу с большим трудом и вышла в плей-офф.

## Плей-офф

### Четвертьфинал
Время местное в Стокгольме UTC+2, в Хельсинки UTC+3.
| 17 мая 2012 13:00 | Канада | 3 : 4 (1:2, 2:0, 0:2) | Словакия | Хартвалл Арена, Хельсинки Зрителей: 11 568 |

| Отчёт | Отчёт                       | Отчёт | Отчёт   | Отчёт                                |
| --- | --------------------------- | --- | ------- | ------------------------------------ |
| |                             | |         |                                      |
| | Кэм Уорд                    | Вратари | Ян Лацо | Судьи: Мартин Франё Антонин Йержабек |
| | Голы:                       | |         | Судьи: Мартин Франё Антонин Йержабек |
| Эвандер Кейн — 16:14 (Р. Гетцлаф) Джефф Скиннер (5х4) — 26:30 (Дж. Эберле, П. Шарп) Александр Барроуз — 37:43 (К. Рассел, Э. Лэдд) | 0:1 0:2 1:2 2:2 3:2 3:3 3:4 | 05:57 — Томаш Копецки (Б. Радивоевич, М. Гандзуш) 09:14 — Мирослав Шатан (Т. Суровы, Л. Гудачек) 53:25 — Милан Бартович (Т. Татар) 57:32 — Михал Гандзуш (5х4) (А. Секера) |         | Судьи: Мартин Франё Антонин Йержабек |
| |                             | |         | Судьи: Мартин Франё Антонин Йержабек |
| |                             | |         | Судьи: Мартин Франё Антонин Йержабек |
| |                             | |         | Судьи: Мартин Франё Антонин Йержабек |
| 31 мин | Штраф                       | 6 мин |         | Судьи: Мартин Франё Антонин Йержабек |
| |                             | |         |                                      |
| | 36                          | Броски | 28      |                                      |

Сетка плей-офф оказалась довольно неудачной для Словакии: уже в четвертьфинале ей предстояло снова играть со сборной Канады. Игра началась неожиданно для сборной Канады: сначала последовало удаление Райана Гетцлафа, которым не сумели воспользоваться словаки. Однако когда Гетцлаф уже появился на льду, Томаш Копецки сумел открыть счёт в матче. Спустя около трёх минут Мирослав Шатан удвоил преимущество сборной Словакии. Ошарашенная сборная Канады успела отыграть всего одну шайбу благодаря Эвандеру Кейну, но в первом периоде словаки всё же удержали своё преимущество и не позволили сравнять счёт. Во втором периоде канадцы в буквальном смысле задавили сборную Словакии, перебросав команду Вуйтека и выйдя вперёд. Джефф Скиннер сначала реализовал численное большинство, а затем на исходе периода свою шайбу провёл и Александр Барроуз. В третьем периоде, однако, канадцы не сумели дожать словаков — счёт сравнял Милан Бартович. В конце встречи Райан Гетцлаф, который заработал первое удаление в матче в самом дебюте встречи, грубо сыграл против Юрая Микуша, травмировав тому ногу. Канадца немедленно удалили до конца матча, и Михал Ганздуш отомстил за эту грубую игру канадцам, забросив пятую, победную шайбу сборной Словакии. Канадцы были побеждены со счётом 3:4 — в третий раз подряд «кленовым листьям» не удалось пройти четвертьфинальный барьер. Победу словацкой сборной широко отмечали в стране.

### Полуфинал
Время местное (UTC+3).
| 19 мая 2012 18:30 | Чехия | 1 : 3 (0:1, 1:0, 0:2) | Словакия | Хартвалл Арена, Хельсинки Зрителей: 12 355 |

| Отчёт                              | Отчёт                                                 | Отчёт | Отчёт   | Отчёт                              |
| ---------------------------------- | ----------------------------------------------------- | --- | ------- | ---------------------------------- |
|                                    |                                                       | |         |                                    |
|                                    | Якуб Коварж — 00:00-46:24 Якуб Штепанек — 46:24-60:00 | Вратари | Ян Лацо | Судьи: Ларс Брюггеманн Яри Левонен |
|                                    | Голы:                                                 | |         | Судьи: Ларс Брюггеманн Яри Левонен |
| Михал Фролик — 30:45 (Т. Плеканец) | 0:1 :1 1:2 1:3                                        | 15:52 — Мирослав Шатан (А. Секера, И. Баранка) 40:56 — Мирослав Шатан (4х5) (М. Гандзуш) 44:23 — Либор Гудачек (Т. Суровы) |         | Судьи: Ларс Брюггеманн Яри Левонен |
|                                    |                                                       | |         | Судьи: Ларс Брюггеманн Яри Левонен |
|                                    |                                                       | |         | Судьи: Ларс Брюггеманн Яри Левонен |
|                                    |                                                       | |         | Судьи: Ларс Брюггеманн Яри Левонен |
| 3 мин                              | Штраф                                                 | 1 мин |         | Судьи: Ларс Брюггеманн Яри Левонен |
|                                    |                                                       | |         |                                    |
|                                    | 37                                                    | Броски | 28      |                                    |

Полуфинальная игра между Чехией и Словакией стала одной из самых грубых и грязных, поскольку словаки умудрились травмировать трёх игроков сборной Чехии — досталось Мартину Эрату, Петру Коукалу и Михалу Фролику. На исходе 16-й минуты ветеран сборной Мирослав Шатан сумел открыть счёт, подхватив шайбу после броска Андрея Секеры и точно пробив с острого угла. Во втором периоде чешская команда сравняла счёт благодаря техничному броску Михала Фролика в ближний угол. Дважды словаков удаляли со льда во втором периоде, но команда Вуйтека втроём отбилась. В третьем периоде пострадавшие чехи сумели вернуться на скамейку запасных, но из-за травм уже не играли так активно, чем и воспользовалась словацкая сборная. Сначала Мирослав Шатан реализовал блестящий момент после дальнего паса Михала Гандзуша, а затем Либор Гудачек после паса Томаша Суровы убежал к воротам чехов и в третий раз пробил Якуба Коваржа. Замена вратаря на Якуба Штепанека выгоды чехам не принесла, хотя он не пропустил ни одной шайбы. Словакия выиграла 3:1 и вышла в финал.

### Финал
Время местное (UTC+3).
| 20 мая 2012 20:30 | Россия | 6 : 2 (1:1, 3:0, 2:1) | Словакия | Хартвалл Арена, Хельсинки Зрителей: 13 242 |

| Отчёт | Отчёт                          | Отчёт                                                                         | Отчёт                                              | Отчёт                                |
| --- | ------------------------------ | ----------------------------------------------------------------------------- | -------------------------------------------------- | ------------------------------------ |
| |                                |                                                                               |                                                    |                                      |
| | Семен Варламов                 | Вратари                                                                       | 00:00-44:43 — Ян Лацо 44:43-60:00 — Петер Гамерлик | Судьи: Антонин Йержабек Брент Райбер |
| | Голы:                          |                                                                               |                                                    | Судьи: Антонин Йержабек Брент Райбер |
| Александр Сёмин — 09:57 (А. Овечкин, П. Дацюк) Александр Пережогин — 26:10 (А. Попов) Алексей Терещенко — 33:31 (С. Широков, Н. Жердев) Александр Сёмин — 35:22 (П. Дацюк) Павел Дацюк — 43:55 (А. Сёмин, А. Овечкин) Евгений Малкин — 58:02 (И. Никулин, Н. Никитин) | 0:1 :1 2:1 3:1 4:1 5:1 5:2 6:2 | 01:06 — Здено Хара (Т. Суровы) 49:37 — Здено Хара (5х4) (Т. Суровы, М. Шатан) |                                                    | Судьи: Антонин Йержабек Брент Райбер |
| |                                |                                                                               |                                                    | Судьи: Антонин Йержабек Брент Райбер |
| |                                |                                                                               |                                                    | Судьи: Антонин Йержабек Брент Райбер |
| |                                |                                                                               |                                                    | Судьи: Антонин Йержабек Брент Райбер |
| 2 мин | Штраф                          | 4 мин                                                                         |                                                    | Судьи: Антонин Йержабек Брент Райбер |
| |                                |                                                                               |                                                    |                                      |
| | 42                             | Броски                                                                        | 31                                                 |                                      |

Сборная Словакии в финале чемпионата мира 2002 года уже обыгрывала сборную России и готова была побороться за второй свой в истории титул чемпионов мира. Казалось, что после быстрого гола Здено Хары на исходе минуты и шести секунд словаки сумеют прижать соперника к воротам. Однако слишком много сил игроки сборной Словакии отдали в четвертьфинале и полуфинале, а класс сборной России оказался гораздо выше: в ворота Яна Лацо в ходе матча залетело пять шайб (две от Александра Сёмина, ещё по шайбе забросили Александр Пережогин, Алексей Терещенко и Павел Дацюк). Словаки заменили вратаря на Петера Гамерлика и даже успели сократить разрыв — снова отличился Здено Хара. Но менее чем за две минуты до конца встречи Евгений Малкин забросил шестую шайбу, установив окончательный счёт 6:2.

## Итог турнира
Словацкая сборная в итоге получила серебряные медали, но перевыполнила задачу (изначально Владимир Вуйтек планировал, что словацкая команда должна хотя бы выйти из группы). Завоёванные медали команда посвятила погибшему в авиакатастрофе под Ярославлем Паволу Демитре. На церемонию награждения игроки вышли в свитерах с фамилией Демитры и игровым номером 38.